# Halfgeleider (vastestoffysica)

Band gap bij metalen, halfgeleiders en isolatoren

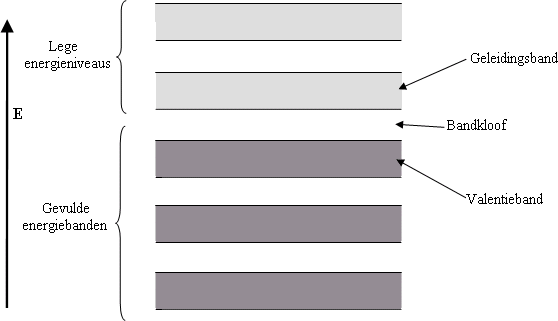
structuur van geleidings- en valentiebanden

Een halfgeleider is een stof die qua elektrische geleiding het midden houdt tussen een goede elektrische isolator, zoals kwarts of aluminiumoxide, en matige elektrische geleiders zoals halfmetalen als tin en lood. Qua elektronenstructuur is een halfgeleider eigenlijk een isolator, met een forse bandkloof van tussen de 1 eV tot 5 eV tussen de bovenkant van de valentieband en onderkant van de geleidingsband. Maar hij is veel gemakkelijker tot geleiding te krijgen dan een goede isolator, waarbij bovendien de elektrische eigenschappen goed manipuleerbaar zijn, bijvoorbeeld door sporen van andere stoffen toe te voegen, de temperatuur te wijzigen of door de stof al dan niet bloot te stellen aan direct zonlicht of voldoende daglicht.
Halfgeleiders als silicium, germanium en galliumarsenide kunnen, afhankelijk van de ligging van het fermi-niveau binnen de bandkloof en de toegevoegde sporen van andere chemische elementen, van het n-type of van het p-type zijn. Een n-type halfgeleider heeft zijn fermi-niveau vlak onder de geleidingsband van de halfgeleider liggen. Bij een p-type halfgeleider ligt het fermi-niveau vlak boven de valentieband van de halfgeleider. Door een spoortje aluminium of fosfor aan silicium toe te voegen kunnen p- of n-type silicium halfgeleidermaterialen gemaakt worden. Met halfgeleiders kunnen allerlei elektronische componenten worden gemaakt. Elektronici noemen dergelijke halfgeleidercomponenten meestal "halfgeleiders".
Vanuit het standpunt van de toepassingen in de elektronica zijn de vier kenmerkende eigenschappen van halfgeleiders:
- Fotogeleiding: toenemende elektrische geleidbaarheid onder invloed van licht; en nauw hiermee verwant, het led-effect.
- Fotovoltaïsch effect: creatie van een elektrische spanning door lichtinval;
- Thermistor-effect: verandering van de elektrische weerstand bij toenemende temperatuur;
- gelijkrichting: verschillende geleidbaarheid naargelang van de richting van de elektrische stroom.

## Definitie
De term halfgeleider wordt normaal gereserveerd voor materialen die de hogervermelde eigenschappen bezitten, dus niet voor eender welk materiaal dat een geleidbaarheid bezit tussen die van isolatoren en die van geleiders. De onderliggende reden voor de selectie van juist deze - macroscopische - eigenschappen ligt in een gemeenschappelijke microscopische oorzaak.
Op microscopisch niveau wordt elektrische geleidbaarheid bepaald door de bezettingsgraad van energiebanden: intervallen van energieniveaus waarop zich de valentie-elektronen van het kristal bevinden.
In een typische goede geleider is de geleidingsband gedeeltelijk opgevuld, waardoor individuele elektronen met geringe energie kunnen getransporteerd worden over relatief lange afstanden binnen het kristalrooster. Een isolator heeft daarentegen een volledig opgevulde valentieband, gescheiden van een lege geleidingsband door een relatief hoog energieverschil. Slechts uitzonderlijk slaagt een individueel elektron erin hieraan te ontsnappen (en een gat te creëren in de valentieband), bijvoorbeeld door thermische excitatie.
Een halfgeleider wordt gekarakteriseerd door een volledig opgevulde valentieband die slechts door een klein energieverschil gescheiden wordt van de lege geleidingsband. Hierdoor wordt het voor elektronen mogelijk om met investering van slechts weinig energie doorheen het kristal te reizen.

## Geschiedenis
Hoewel de elektronische toepassingen van halfgeleiders vooral na de Tweede Wereldoorlog een hoge vlucht namen, en de elektronica zelf in de eerste helft van de 20e eeuw vooral op elektronenbuizen was gebaseerd, dateren een aantal belangrijke ontdekkingen van de eigenschappen van halfgeleiders al uit de negentiende eeuw, dus voor de ontdekking van de kwantumtheorie of van het bestaan van elektronen.
De eerste beschrijving van de bijzondere elektronische eigenschappen van halfgeleiders is de ontdekking door Michael Faraday, in 1833, dat zilversulfide een negatieve temperatuurcoëfficiënt heeft, dat wil zeggen dat zijn soortelijke weerstand afneemt met stijgende temperatuur. Kort daarna, in 1835, ontdekte de Zweed Peter Munck af Rosenschöld het verschijnsel van asymmetrische geleidbaarheid in vaste stoffen; al zou het nog tot de herontdekking door Karl Ferdinand Braun in 1874 duren voor dit fenomeen algemeen bekend werd. In 1839 ontdekte Edmond Becquerel (vader van Henri Becquerel) het fotovoltaïsch effect bij het contact van een halfgeleider met een elektroliet. Het fotogeleidend effect werd ten slotte voor het eerst beschreven bij kristallijn seleen, in 1873 door Willoughby Smith.

## Nadere uitleg
Elektronen zijn fermionen, dat wil zeggen deeltjes met een asymmetrische golffunctie. Dientengevolge kunnen zich in een atoom in één bepaald energieniveau vanwege het zogenaamde uitsluitingsprincipe van Pauli slechts twee elektronen bevinden, met tegengestelde spin. In een vaste stof zitten de atomen veel dichter opeen dan in een gas, waardoor de golffuncties van hun buitenste elektronen elkaar in meer of mindere mate gaan overlappen. Dit leidt tot een wisselwerking die zich over alle atomen van het rooster uitstrekt. Afhankelijk van de sterkte van de interactie leidt dit tot een extreme mate van delokalisatie van deze buitenste elektronen. Een elektron bevindt zich dan niet langer in een baan die bij één atoom behoort, maar in een baan die zich over het gehele kristal uitstrekt.

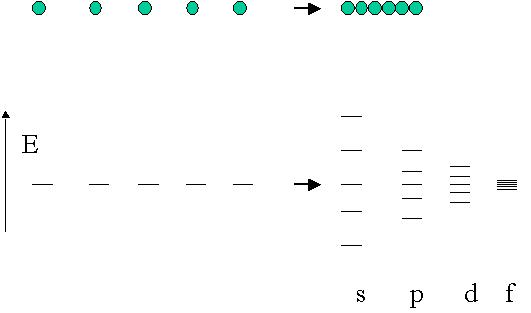
Schematische weergave van de dispersie bij condensatie

Het extreme geval van deze overlapping van golffuncties is te vinden bij een metaal als cesium. In dit geval gaan de buitenste elektronen – oorspronkelijk van elk cesiumatoom het ene buitenste s-elektron – zich gedragen als een soort ‘gas’ van vrije elektronen, omdat zij zich geheel vrij en onafhankelijk van elkaar door het gehele kristal kunnen bewegen, net als de moleculen van een ideaal gas. De invloed van de kristalstructuur komt tot uiting in de afwijkende effectieve massa die men aan deze elektronen moet toekennen om deze beschrijving als een elektronengas praktisch bruikbaar te maken.
Dit heeft tot gevolg dat de oorspronkelijk identieke energieniveaus van de losse atomen samenvloeien tot een energieband. Dit verschijnsel noemt men dispersie (niet te verwarren met de optische betekenis van dit woord). De dispersie hangt sterk af van de mate van overlapping en is dus in de regel het sterkst als de band opgebouwd wordt uit s-niveaus en het zwakst bij f-niveaus. In de schematische figuur zijn slechts vijf buuratomen weergegeven, maar zelfs in een heel klein kristal zijn er al vele miljarden. Tussen deze energiebanden liggen verboden zones (ook wel energiekloven genoemd; Engels: band gaps). De opeenstapeling van deze kloven en energiebanden wordt de bandenstructuur van die stof genoemd.
De verdelingsdichtheid van de elektronen over de energieniveaus is de Fermi-Diracverdeling. Het hoogste energieniveau waar zich bij het nulpunt van de absolute temperatuur (0 K) nog elektronen bevinden, wordt het Fermi-niveau genoemd. Als de geleidingsband (zie hieronder) zich geheel boven dit niveau bevindt, is er bij 0 K geen elektrische geleiding mogelijk. De geleidbaarheid van halfgeleiders is in het algemeen dan ook sterk temperatuurafhankelijk.

## Valentieband, geleidingsband
Als het Fermi-niveau in een verboden zone ligt, wordt de hoogste band onder het Fermi-niveau de valentieband genoemd, en de laagste band boven het Fermi-niveau de geleidingsband. De valentieband ontleent zijn naam aan het feit dat het juist deze elektronen – de valentie-elektronen – zijn die voor de binding tussen de atomen zorgen; hun aantal per atoom bepaalt de zogenaamde valentie van dat atoom. De elektronen in de geleidingsband worden geleidingselektronen genoemd. Bij een temperatuur van 0 kelvin is de valentieband vol en de geleidingsband leeg.

## Invloed op elektrische geleiding

### Isolatoren

Verboden zone of bandkloof (Engels: ‘band gap’) bij metalen, halfgeleiders en isolatoren

Als de verboden zone zo „breed” is dat er nauwelijks elektronen van de valentieband naar de geleidingsband kunnen komen – dat is ruwweg het geval wanneer de verboden zone veel breder is dan de thermische energie van de elektronen – is de betreffende stof een isolator.

### Geleiders
Als het Fermi-niveau zich binnen een energieband bevindt, hoeft er maar heel weinig energie te worden toegevoegd om wat elektronen naar een hoger niveau te brengen, waar ze meer bewegingvrijheid hebben en daardoor elektrische geleiding mogelijk maken. Men zou dus kunnen zeggen dat de geleidingsband en de valentieband samenvallen. Dergelijke stoffen heten geleiders. Aangezien de geleidingselektronen – naast de zogenaamde roostertrillingen – ook aanzienlijk bijdragen aan het warmtetransport, zijn deze stoffen gewoonlijk ook goede warmtegeleiders. Dit betreft vooral metalen, hoewel er op het gebied van geleidende polymeren ook grote vooruitgangen zijn geboekt.

### Halfgeleiders
Als de verboden zone niet al te breed is – typisch niet breder dan de thermische energie van de elektronen –, kan er gemakkelijk een elektron van de valentieband over de verboden zone heen naar de geleidingsband springen, doordat het energie van buitenaf opneemt (bijvoorbeeld warmte-energie, fotonen, etc.) Hierdoor ontstaat er in de valentieband een gat. Een naburig valentie-elektron kan in dat gat springen, met als gevolg dat er nu even verderop een gat zit. Zodoende kan dit gat zich verplaatsen en zich daarmee als een positieve ladingsdrager gedragen. Immers elektronen zijn zelf negatief, en waar een elektron ontbreekt, wordt de positieve lading van de atoomkern net niet gecompenseerd. Geleiding door verplaatsing van een gat wordt p-geleiding genoemd. Als een elektron in de geleidingsband zich verplaatst, heet dat n-geleiding. Door sporen van bepaalde stoffen (doteringen of dopes) aan het kristal toe te voegen, kan hetzij de n-geleiding, hetzij de p-geleiding worden bevorderd. Meer hierover is te vinden in het artikel Halfgeleider (elektronica).
Of de geleiding overwegend door elektronen dan wel door gaten plaatsvindt, kan onder andere worden bepaald door middel van het Hall-effect.

### Invloed temperatuur op geleiding
Als metalen warmer worden, gaan de toenemende roostertrillingen het elektronentransport steeds meer hinderen. Daardoor neemt de elektrische weerstand toe (positieve temperatuurcoëfficiënt). Bij halfgeleiders gebeurt dit weliswaar ook, maar daar komen door de hogere temperatuur tevens veel meer geleidingselektronen beschikbaar. Daar dit laatste effect veel sterker is dan dat van de roostertrillingen, daalt hier juist de elektrische weerstand (negatieve temperatuurcoëfficiënt). Dit is een karakteristiek kenmerk van halfgeleiders.

## Organische halfgeleiders
Er zijn ook organische halfgeleiders. Dat zijn organische stoffen met halfgeleidende eigenschappen, zoals antraceen en rubreen.